# 후지 대학
후지 대학(일본어: 富士 大学)은 일본 이와테현 하나마키시에 위치한 사립 대학이다. 1965년에 설립되었다.